# جزيرة رانجيل (ألاسكا)
جزيرة رانجيل (بالإنجليزية: Wrangell Island)‏ جزيرة في أرخبيل ألكسندر جنوب شرق ألاسكا في الولايات المتحدة الأمريكية.
طولها 48 كم وعرضها من 8 إلى 23 كم، ومساحتها 544 كم مربع. وفي الترتيب رقم 29 بين أكبر مدن الولايات المتحدة الأمريكية
وتفصلها عن البر الرئيسي لألاسكا قناة بليك.